# Bordány
Bordány nagyközség Csongrád-Csanád vármegyében, a Mórahalmi járásban, Szegedtől 20 kilométerre terül el.

## Fekvése
Bordány Csongrád-Csanád vármegyében, Szegedtől 20 kilométerre, a várost Kiskunhalassal összekötő út mentén, annak nagyjából a 15. és 17. kilométerszelvényei között, az út két oldalán alakult ki.
A szomszédos települések: észak felől Forráskút, északkelet felől Zsombó, délkelet felől Kiskundorozsma és Domaszék, dél felől Zákányszék, nyugat felől pedig Üllés; a dél-alföldi térség településszerkezetéhez mérten mindegyik nagyjából arányos távolságban helyezkedik el Bordánytól.
A települést körülölelő dűlőkben a napfény, a talpat melengető lágy homok, a Lapéta-tó környéki élővilág, a mezőgazdaságból élő családok sokszor múltat idéző tanyái, földecskéi mind-mind egy-egy gyöngyszemei a környéknek.

## Megközelítése
A település gyalog, kerékpárral, autóval, és autóbusszal is könnyen megközelíthető. Főutcája a már említett, Kiskunhalastól Szegedig húzódó 5408-as út, melyen mindkét végponti város felől kényelmesen elérhető. Forráskúttal az 5426-os, Zsombóval az 5427-es, Zákányszékkel pedig az 5432-es út köti össze.

## Története[3]
Bordány területe már a legrégebbi korokban lakott volt. A rómaiak idején szarmaták lakták, akik Szegedtől – Dunáig tartó településeikről élénk kereskedelmet folytattak Pannónia lakóival. A Római Birodalom felbomlása után gepidák telepedtek le (454-567/568-ig). A Bordány – Mező dűlőről, a Kunhalomról előkerült, jellegzetes formájú és díszítésű edénytöredékek gepida településekről, vagy síremlékekből származnak. Itt gepida településnyomokat találtak a régészek, majd az avarok után érkeztek honfoglaló eleink. Ebből a korból származik az egyik legértékesebb és leggazdagabb honfoglaló magyar lószerszám garnitúra, amelyet 1955-ben Szilágyi Vilmos szőlőbirtokán Dienes István szegedi régész tárt fel. Egy 55-60 évesen elhunyt, magyar nemzetségfő feleségét rejtette a magányos női sír. A gazdagon díszített ruházat (veretes öv), sok ékszer (kar-, láb és nyakperecek, hajfonatdíszek), lovas temetkezés (ló csontok), gazdagon díszített lószerszám és ezüstből készült, gazdagon aranyozott palmetta, díszes edények jellemzik, a feltárt leletet. Az első „szállásokat” tehát először honfoglaló őseink hozták itt létre.
A honfoglalást követően az itt található magyarok lakta Duna-Tisza közi ősi települést („szállást”) az ősrégi halásztanya helyén a tatárjárás pusztítását követően, az 1240-es években kunokkal telepítették be.
A település ősi neve Bordán, melynek eredete ismeretlen, talán a délszláv – prudan (hasznos, üdvösséges) szóból keletkezett vezetéknévből lett.
Levéltári források szerint a Bordán nevet először 1543-ban említik egy urbáriumban, amely az érsekség török által megszállt helységeit tartalmazza, alfabetikus rendben, a fizetett adó összegének feltüntetésével.
1702. május 26-án egy összeírásban bukkan fel ismét a Bordan településnév a fiskusnak fenntartott javak között (Bács, Csongrád, Heves m.), azon javak jegyzékében, melyeket őfelsége magának tartott fenn.
A törökdúlás után a területet 1702-ben a Német Lovagrend vásárolta meg I. Lipót császártól, majd Orczy István a jászkun területek főkapitányi adminisztrátora a területet benépesítette: 1718-ban kun községből lakosokat küldött a dorozsmai határba. 1719 nyarán jász családokat hozatott Jászfényszaruból és Jászapátiból, majd Nógrád és Heves vármegyéből palóc családok is érkeztek. Az újratelepített Dorozsma község a szabad jászkun területhez tartozott. A Német Lovagrend birtokolta a földet – amelynek csak bérlője volt a lakosság-, s az 1745. évi megváltással (Redemptio) újra szabaddá vált, az ősi föld, tulajdonukba került. A lakosság megszabadult a jobbágysors súlyos kötöttségeitől. Az 1700-as évek elején a község zárt belterülete 350kh-on feküdt, amelyhez 3043 kh-on fekvő szántóterület csatlakozott.
Az életet azonban nem lehetett megállítani, évről-évre több és több községi lakos húzódott ki a megélhetést biztosító tanyára. Ez a folyamat az 1800-as évek elején kezdődött és az 1800-évek végén, a századforduló tájékon erősödött fel ebben a térségben.
Bordány egyik korábbi elnevezése Dudáskápolna, vagy Dudásközpont volt. Nevét onnan kapta, hogy 1850-ben Dudás István és neje, akik helyben élő tanyai lakosok voltak, saját birtokukból kb. 800 négyszögöl földet engedtek át fele részt piacnak, fele részt templom építés céljaira. A tanyaközpont további fejlődése 1882-ben következett be. Közadakozásból meghosszabbították a kápolnát, tornyot is építettek hozzá, harangot is szereltek bele, majd megépítették az első házat, közvetlenül a templom telkére. 1892-ben megtelepült az első kereskedő.
Ezekben az években még mintegy öt nádfödeles ház volt a templom körül. Iskola csak a Seregélyes dűlőn volt, ahol 1856-ban Fehér István takácsmester kezdte tanítani a gyerekeket. A dorozsmai tanács ezért havi 10 forintot fizetett neki. Ekkor még igen kevés a képzett tanító, kiszolgált katonák, iskolából kimaradt diákok, tönkrement mesteremberek csekély fizetésért tanították az írás-olvasás tudományát.
Az első iskola 1894-ben épült meg a település központjában. Az orvosi lakást 1898-ban építették fel. Posta nem volt, hetente két alkalommal Dorozsmáról hozta lovas kocsi a leveleket, csomagokat.
1900-ban a posta egy levélszekrényt helyezett el Benke Gedeon kereskedő saját üzlete előtt. Az első telefont 1924-ben vezették be, 1926-ban állították fel a postahivatalt.
1906-ban a főszolgabíróság kénytelen volt bezáratni a kis kápolnát, mivel falai életveszélyessé váltak. A Szent István tiszteletére felszentelt kápolna helyére 1907-1910 között templomot építettek.
Az új templom alapkövét 1907. április havában tették le és 1909-ben, Szt. István napján a torony gömbjét és keresztjét Sztriha Kálmán káplán szentelte fel. Az új templom felszentelésére 1910. április 24-én került sor, Szent István király tiszteletére. Ettől fogva a községi Elöljáróság a „Dudáskápolna” elnevezést megszüntette és „Kistemplomtanya-központ” lett a település hivatalos neve.
A központ rohamosan fejlődött. Kedden és pénteken, de különösen kedden – amikor állatfelhajtás is volt – olyan piacai voltak, hogy a belterületi piac eltörpült mellette, és sokszor az országos vásár méreteivel is vetekedett. 1930-ban itt 302 ember élt.
Bővült az iskolai (négy tanerős) és az egészségügyi ellátás (zöldkereszt, védőnő). Artézi kút látja el a települést ivóvízzel. Két gőzmalom és olajsajtoló épült és kezdte meg működését, egyre bővült a letelepedő kereskedők, kisiparosok száma. Az önálló községgé alakulást megelőző évtizedekben a tanyaközponton a közigazgatási teendőket az anyaközség látta el az alábbi formában: 1850-től 1934-ig az anyaközség képviselőtestülete és elöljárósága, 1935-től 1946-ig a külterületi képviselet, 1947-től 1949-ig a közigazgatási kirendeltség.
1945 után Kistemplomtanya-központ önállósulási törekvéseinek újabb állomását jelentette, hogy az anyaközség 1947. július 1-jén kirendeltséget létesített a településen. A kirendeltség lényeges hatáskörű közigazgatási feladatokat látott el a tanyaközpont területén.
A kirendeltség nem csak saját területére, hanem Forráskút és Zsombó központ területére kiterjedő hatállyal intézte a közellátás ügyeit.
Az önálló közigazgatási községgé alakulás előkészítése a 3.690/1949(86) Korm. számú rendelettel vette kezdetét, amelynek felhatalmazása alapján a belügyminiszter a Kiskundorozsma községhez tartozó Kistemplomtanya külterületi lakott hely és környékének önálló nagyközséggé alakulását elrendelte. Így a korábbi terv (1948), hogy Üllés el akart szakadni az anyaközségtől és közigazgatási szempontból Kistemplomtanyát is magához akarta kapcsolni, nem valósult meg.
1950-ben Kistemplomtanya önálló közigazgatású községgé vált, és legnagyobb dűlőjéről Bordánynak nevezték el. Az önálló községgé alakulást 1950. augusztus 9-én még az 1947-1950. novembere között működő, 25 tagból álló községtanács mondta ki. Területe 6341 kataszteri hold.
Az új község földrajzi elhelyezkedése kedvező. A Szegedet Kiskunhalassal összekötő műút mentén, Szegedtől 21 km-re az út 15–17 km szelvényei között az út két oldalán alakult ki a település, amely jó összeköttetést biztosított minden irányban. Szomszédos települések: Domaszék, Forráskút, Kiskundorozsma, Üllés, Zákányszék és Zsombó arányos távolságban helyezkednek el. Gazdaságilag a részét alkotó Bordány, Mező, Seregélyes és Béke dűlők határterülete a központtól ideálisnak nevezhető 4–6 km-re fekszenek a község központjától, így rövid idő alatt elérhetők. Külterületi központja ezért később sem alakult ki.
A Községben, és a hozzá szorosan kapcsolódó tanyavilágban jelenleg közel 3300 ember él. A község földjének reménybeli kincse a kőolaj és földgáz, amelynek feltárása folyamatban van. A lakosság megélhetésének fő forrása a mezőgazdaság. A felhalmozott tapasztalatoknak, a termelési kultúrának és a helyi homokvilági klímának köszönhetően olyan jellegzetes íz-világú zöldség- és gyümölcsféléket termesztenek eredményesen, amelyek országosan is ismertek, keresettek.
A kiterjedt tanyavilág ellenére a falu teljes belterületi víz, gáz, elektromos és telefon közművel rendelkezik. A 20 tantermes iskola, tornaterem, korszerű óvoda, a négy orvosi rendelő mind-mind az itt élők életminőségét javítja. A település egésze majdnem 100 százalékban kiépített portalanított úthálózattal, kiépült bevásárlóközponttal, köztéri alkotásokat magába foglaló esztétikus terekkel rendelkezik.

## Bordány címere

Bordány nagyközség címere

Bordány címere reneszánsz pajzs, amelynek az alapmezeje kék színű. A pajzsderék osztva van egy jobb haránt vörös szalaggal, amely felett lévő mezőt hasítás osztja ketté. A jobb oldali mezőben aranyló nap sugarai törnek elő, vörös szőlőfürt és zöld levél mögül. (Valaha híres szőlőtermő vidék húzódott a mai Bordány dűlő területén, amelyről a források szerint az egész község elnevezése származik).
A bal felső mezőben államalapító Szent István királyunk aranyjobbja látszik, amint arany kettőskeresztet emel (Ez az egész alakos helyi bronzszobor meglétét hivatott jelezni, kifejezve, hogy hagyományosan Szent István a település védőszentje). A szalag alatti kék mezőben pedig egy aranymázú fekete ajtó- és ablakbélésű, vörös tetejű és vörös toronysisakú aranykeresztes templom látszik. A torony a pajzs jobb oldalára esik. (A templom utal a település korábbi Dudás-kápolna, majd 1910-től Kistemplomtanya elnevezésére).
A pajzson a magyar Szent Korona enyhén stilizált változata látható, eredeti színekhez közelítő összeállításban. (A korona utal arra, hogy a település helyén a X. és XI. században Árpádkori falu volt).
A foszlányok jobbról és balról is vörös és arany színűek. (E címerdísz az egykori Kiskundorozsmához való tartozást jelképezi).
Bordány címere az alkotás-korabeli állapotot tükrözteti: a döntőnek tartott mezőgazdasági termékét, a szőlőt, az egyidejűleg avatott Szent István szobornak egy részletét és a jelenleg fennálló templom távlati képét.

## Közélete

### Polgármesterei
- 1990–1994: Balogh Ferenc (független)[4]
- 1994–1998: Balogh Ferenc (független)[5]
- 1998–2002: Balogh Ferenc (független)[6]
- 2002–2006: Balogh Ferenc (független)[7]
- 2006–2010: Balogh Ferenc (független)[8]
- 2010–2014: Tanács Gábor (független)[9]
- 2014–2019: Tanács Gábor (független)[10]
- 2019–2024: Tanács Gábor (független)[11]
- 2024– : Tanács Gábor (független)[1]

## Népesség
| Lakosok száma | 2825 | 3230 | 3222 | 3258 | 3281 | 3290 | 3292 | 3311 | 3193 | 3223 |
|               | 1990 | 2010 | 2012 | 2013 | 2015 | 2017 | 2019 | 2020 | 2022 | 2024 |

2011-ben a település lakosságának közel 100%-a magyar nemzetiségűnek vallotta magát.
A 2011-es népszámlálás során a lakosok 86,2%-a magyarnak, 0,4% cigánynak, 0,2% németnek, 0,4% románnak, 0,2% szerbnek mondta magát (13,8% nem nyilatkozott; a kettős identitások miatt a végösszeg nagyobb lehet 100%-nál). A vallási megoszlás a következő volt: római katolikus 62,9%, református 1,6%, görögkatolikus 0,2%, felekezeten kívüli 9,3% (24,6% nem nyilatkozott).
2022-ben a lakosság 89,7%-a vallotta magát magyarnak, 0,2-0,2% németnek, szerbnek, románnak és cigánynak, 0,1% szlováknak, 0,1% szlovénnek, 1,9% egyéb, nem hazai nemzetiségűnek (10,3% nem nyilatkozott; a kettős identitások miatt a végösszeg nagyobb lehet 100%-nál). Vallásuk szerint 41,7% volt római katolikus, 1,3% református, 0,3% görög katolikus, 0,2% evangélikus, 1,6% egyéb keresztény, 1,3% egyéb katolikus, 12,4% felekezeten kívüli (41% nem válaszolt).

## Nevezetességei
- Bordányi Szent István király templom (1909)
- Hermina tanya (az épületben helytörténeti gyűjtemény található)
- Szent István szobor (Bánvölgyi László alkotása)
- II. világháborús emlékmű (Bánvölgyi László alkotása)
- Szt. György kút (Bánvölgyi László alkotása)
- Petőfi Sándor mellszobra (Bánvölgyi László alkotása)
- Pesti srác szobor (Juha Richárd Attila szobrász alkotása)
- Ádám Jenő-dombormű (Bánvölgyi László alkotása)

## Turizmus, látnivalók
Bordány mellett halad el az Alföldi Kéktúra útvonala, a falu környékén remek vadászati lehetőség adódik. A helyi falusi turizmusban rejlő lehetőségek kiaknázásra várnak. 
Az Egérház Alapítvány 2010. októberétől működteti a Bordany Hostel elnevezésű ifjúsági szálláshelyét, amely 7 fürdőszobás, 4-5 személyes szobával várja a településre utazó vendégeket. A szálláshely kiválóan alkalmas osztálykirándulások, ifjúsági képzések, találkozók lebonyolítására, de kedvező árai miatt a Csongrád-Csanád vármegyébe, Szegedre, Mórahalomra utazó családok számára is ideális lehet.
A településen 2017-től működik a Homokhátság Szíve Szociális Szövetkezet, amelynek helyi üzemében készülnek a Legjava termékek. Különböző 100%-os gyümölcslevek mellett szószokat, krémeket, lekvárokat és chutney-eket készítenek az ide látogató turisták legnagyobb örömére.

## Civil szervezetek
- Bordányi Polgárőr Csoport
- Bordányi Római Katolikus Egyházközség
- Bordány Sportkör (BSK)
- Borostyán Népdalkör
- Kulturális és Szabadidős Egyesület (KUSZA)
- MTTSZ Bordányi Klubja
- Nefelejcs Nyugdíjas Klub
- Vöröskereszt helyi alapszervezete

## Alapítványok
- Bordány Község Fejlődéséért Közalapítvány
- Bordányi Óvodáskorú Gyermekekért Alapítvány
- Bordány Ifjúságáért Alapítvány
- Egérház Alapítvány

## Helyi média
- Bordányi Napló (havonta egyszer jelenik meg/jelenleg szünetel a kiadása)
- Bordányi Hírek (hetente jelenik meg)

## Testvértelepülések
- Detta (Deta), Románia
- Csóka (Čoka), Szerbia
- Hódegyháza (Jazovo), Szerbia

## Ifjúsági önkormányzat[15]
A település nagy büszkesége a Bordányi Gyermek- és Ifjúsági Önkormányzat, amely a 2000. december 15-ei első gyermek- és ifjúsági önkormányzati választásokat követően alakult meg. A bordányi fiatalok az elkészített választási alapokmány rendelkezései szerint négyévente, – a kialakult gyakorlatnak megfelelően decemberben – négy képviselőt és egy polgármestert választhatnak. A 2000. decemberi első választások eredményei alapján Kiss-Patik Péter lett a gyermek- és ifjúsági polgármester, a képviselő-testületbe pedig Császár Norbert, Peták Ervin, Sárközi Tímea és Szilágyi Gergely jutottak be. Az 580 bordányi fiatal 17,54%-a szavazott.
A 2004-ben zajló ifjúsági önkormányzati választásokon Kiss-Patik Péter megőrizte polgármesteri székét, a képviselő-testületbe pedig Császár Norbert, Mészáros Norbert, Molnár Bence és Sándor László kerültek be. Ebben az évben 606 12-25 év közötti fiatal szavazhatott, de csak kicsivel több, mint tíz százalékuk élt szavazati jogával (10,07%).
A  2008. decemberi választásokon Gál Ervin lett az ifjúsági polgármester, a képviselő-testület tagjai: Kiss-Patik Judit, Lajkó Andor, Masir Norbert és Mészáros Norbert voltak. Őket nagyon nagy arányban választották meg a helyi fiatalok.  Az 521 választójoggal rendelkező fiatal 27,83%-a szavazott. Talán ebben az is közrejátszott, hogy már mind a kampány, mind maga a választás interneten zajlott.
Az ifjúsági polgármester, Gál Ervin 2011-ben lemondott tisztségéről, így az Alapokmánynak megfelelően a képviselők maguk közül választottak új polgármestert a ciklus végéig. A többség bizalmát Masir Norbert nyerte el, aki a ciklus végéig, 2012. decemberéig töltötte be tisztségét. A megüresedő képviselői helyre a választásokon legtöbbet kapó képviselő-jelölt, Sándor László ülhetett.
A 2012. december közepén megrendezett választások nem hoztak nagy változást. A fiatalok továbbra is bizalmat szavaztak a régi testületből indulóknak. Masir Norbert ifjúsági polgármesterként, Lajkó Andor, Lajkó Bálint, Mészáros Norbert és Sándor László pedig ifjúsági képviselőként dolgozhatott tovább. Ebben az évben 499 ifjú választópolgár került a névjegyzékbe, a szavazási arány 26,6%-os volt.
A soron következő választásokra 2016. december 16-án, pénteken került sor. A fiatalok 26,13%-a élt szavazati jogával. A 444 12-25 év közötti bordányi fiatal közül szavazók ifjúsági polgármesternek Lajkó Bálintot, ifjúsági képviselőnek pedig Valkár Annát, Bálint Hanga Reát, Vida Patríciát és Barta Dánielt választották meg.
Legutóbb a vírushelyzet miatt nem 2020 decemberében, hanem csak 2021. január 29-én tartottak ifjúsági önkormányzati választásokat. Összesen 488 fiatal szerepelt a választói névjegyzékben, és közülük 75-en éltek szavazati jogukkal, ez 15,37 százalékos részvételi arányt jelent.
A bordányi fiatalok ifjúsági polgármesternek Vida Patríciát, ifjúsági képviselőnek pedig Gábor Zalán Sándort, Lehel Mátét, Czékus Pétert és Vas Sándor Nimródot választották meg.